# Бонго Ондимбе, Сильвия
Сильвия Валентин Бонго Ондимбе (фр. Sylvia Bongo Ondimba; 11 марта 1963, Париж, Франция) — первая леди Габона (с 16 октября 2009 по 30 августа 2023), жена бывшего президента Габона Али Бонго Ондимба.

## Биография
Дочь Эдуара Валентина, французского бизнесмена, возглавляющего группу Omnium Gabonais d’Assurances et de Réassurances (OGAR, Gabonese Insurance and Reinsurance).
Бо́льшую часть своего детства Сильвия прожила в Африке, Тунисе и Камеруне. В 1974 году Сильвия с семьёй переехала в Габон, где получила академическое и христианское образование в Либревильском католическом институте непорочного зачатия. Получила высшее образование в области менеджмента во Франции, после чего решила вернуться в Габон, где её мать Эвелин работала секретарём президента Али Бонго Ондимба.
В 1988 году Сильвия познакомилась с Али Бонго Ондимба и вышла за него замуж через год, в 1989 году. Работала заместителем управляющего директора крупнейшей в Габоне фирмы недвижимости Gabon Immobilier, отвечала за маркетинг и экономическое развитие компании.

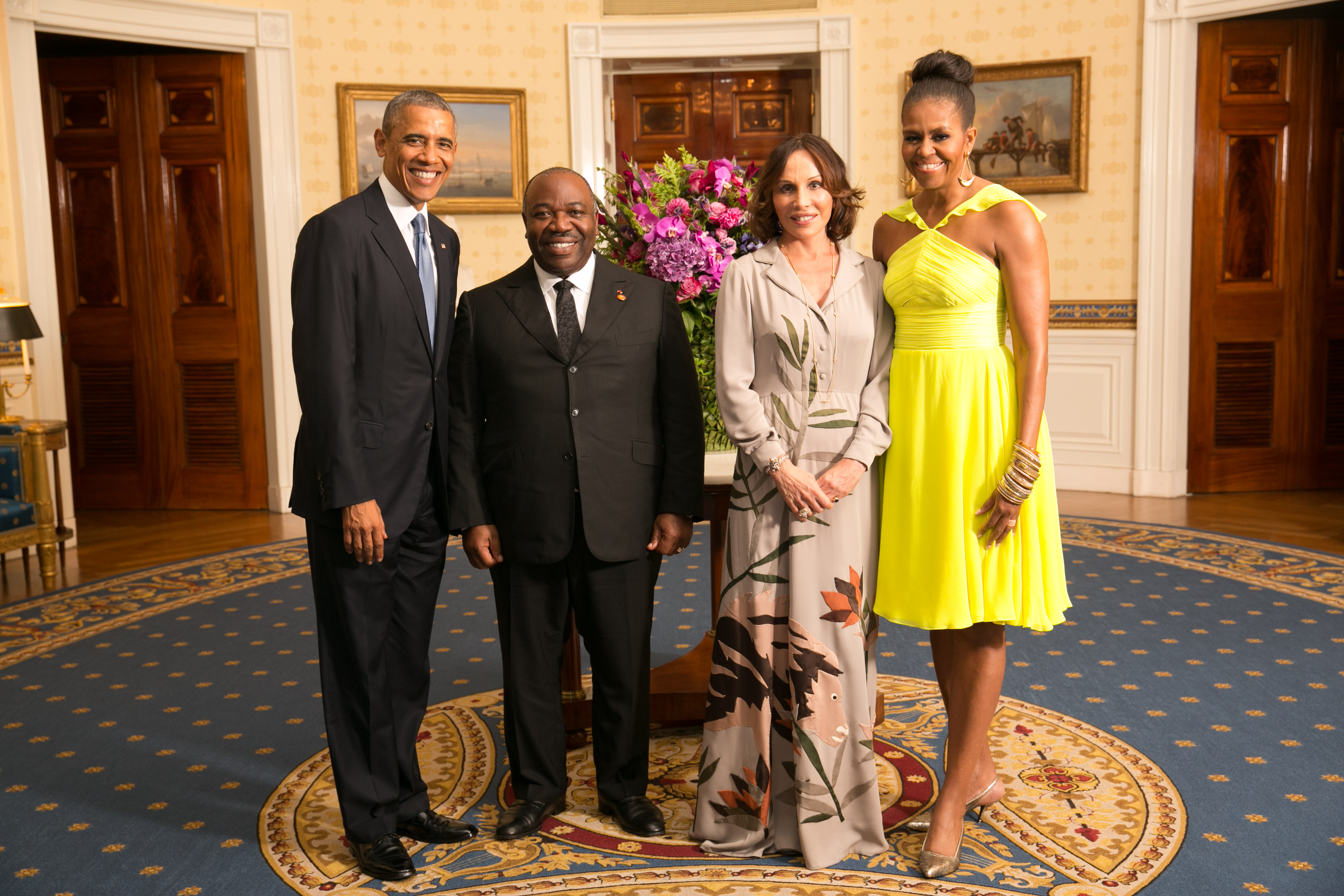
Президент США Барак Обама и первая леди Мишель Обама приветствуют президента Габона Али Бонго Ондимбу и его жену Сильвию Бонго Ондимбу во время ужина на саммите лидеров США и Африки в Белом доме 5 августа 2014 г.

В 1990 году создала собственную фирму по управлению активами Alliance SA. 
В январе 2011 года, в качестве первой леди Габона, основала Фонд Сильвии Бонго Ондимба под названием «Для семьи», призванный содействовать улучшению жизни обездоленных людей во всём мире. Фонд борется за сокращение бедности в отдалённых районах Габона. Поставила семейные ценности во главу угла своей деятельности в рамках обязанностей в качестве первой леди и в рамках инициатив своего Фонда. Её приверженность выражается в решительной поддержке и руководстве крупными реформами на национальной и международной арене. В 2013 году приняла участие в борьбе с насилием в отношении женщин в Габоне. В Габоне 56 % женщин сообщают, что становились жертвами домашнего насилия, а 52 % — жертвами физического насилия.
Приняла ислам. В семье четверо детей — дочь Малика Бонго Ондимба и сыновья Нуреддин Эдуард Бонго Валентин, Билал и Джалил Луис Бонго Валентин, которых пара усыновила в 2002 году.
11 октября 2023 года она была арестована и заключена под стражу..